# USS Chub (SS-329)
USS Chub (SS-329) là một  tàu ngầm lớp Balao từng phục vụ cùng Hải quân Hoa Kỳ trong Chiến tranh Thế giới thứ hai. Nó là chiếc tàu chiến duy nhất của Hải quân Hoa Kỳ được đặt cái tên này, theo tên một loài trong họ cá chép Cyprinidae. Nó đã phục vụ trong Thế Chiến II, thực hiện được ba chuyến tuần tra và đánh chìm được một tàu tuần tra Nhật Bản tải trọng 492 tấn. Sau khi xung đột chấm dứt, nó đã tiếp tục hoạt động trong giai đoạn Chiến tranh Lạnh cho đến năm 1948, rồi được chuyển giao cho Thổ Nhĩ Kỳ để tiếp tục phục vụ như là chiếc TCG Gür (S 334) cho đến năm 1975. Con tàu cuối cùng được hoàn trả cho Hoa Kỳ để tháo dỡ. Chub được tặng thưởng ba Ngôi sao Chiến trận do thành tích phục vụ trong Thế Chiến II.

## Thiết kế và chế tạo
Thiết kế của lớp Balao được cải tiến dựa trên  tàu ngầm lớp Gato dẫn trước, là một kiểu tàu ngầm hạm đội có tốc độ trên mặt nước cao, tầm hoạt động xa và vũ khí mạnh để tháp tùng hạm đội chiến trận. Khác biệt chính so với lớp Gato là ở cấu trúc lườn chịu áp lực bên trong dày hơn, và sử dụng thép có độ đàn hồi cao (HTS: High-Tensile Steel), cho phép lặn sâu hơn đến 400 ft (120 m). Con tàu dài 311 ft 9 in (95,02 m) và có trọng lượng choán nước 1.526 tấn Anh (1.550 t) khi nổi và 2.424 tấn Anh (2.463 t) khi lặn. Chúng trang bị động cơ diesel dẫn động máy phát điện để cung cấp điện năng cho bốn động cơ điện, đạt được công suất 5.400 shp (4.000 kW) khi nổi và 2.740 shp (2.040 kW) khi lặn, cho phép đạt tốc độ tối đa 20,25 hải lý trên giờ (37,50 km/h) và 8,75 hải lý trên giờ (16,21 km/h) tương ứng. Tầm xa hoạt động là 11.000 hải lý (20.000 km) khi đi trên mặt nước ở tốc độ 10 hải lý trên giờ (19 km/h) và có thể hoạt động kéo dài đến 75 ngày.
Tương tự như lớp Gato dẫn trước, lớp Balao được trang bị mười ống phóng ngư lôi 21 in (530 mm), gồm sáu ống trước mũi và bốn ống phía phía đuôi tàu, chúng mang theo tối đa 24 quả ngư lôi. Vũ khí trên boong tàu gồm một hải pháo 4 inch/50 caliber, một khẩu pháo phòng không Bofors 40 mm nòng đơn và một khẩu đội Oerlikon 20 mm nòng đôi, kèm theo hai súng máy .50 caliber. Trên tháp chỉ huy, ngoài hai kính tiềm vọng, nó còn trang bị ăn-ten radar SD phòng không và SJ dò tìm mặt biển. Tiện nghi cho thủy thủ đoàn bao gồm điều hòa không khí, thực phẩm trữ lạnh, máy lọc nước, máy giặt và giường ngủ cho hầu hết mọi người, giúp họ chịu đựng cái nóng nhiệt đới tại Thái Bình Dương cùng những chuyến tuần tra kéo dài đến hai tháng rưỡi.
Nguyên được dự định mang tên Bonaci, con tàu được đổi tên thành Chub vào ngày 24 tháng 9, 1942 trước khi được đặt lườn tại xưởng tàu của hãng Electric Boat Company ở Groton, Connecticut vào ngày 16 tháng 9, 1943. Nó được hạ thủy vào ngày 18 tháng 6, 1944, được đỡ đầu bởi bà T. A. Risch, và được cho nhập biên chế cùng Hải quân Hoa Kỳ vào ngày 21 tháng 10, 1944 dưới quyền chỉ huy của Hạm trưởng, Thiếu tá Hải quân Cassius Douglas Rhymes, Jr.

## Lịch sử hoạt động

### USSChub
Sau khi hoàn tất việc chạy thử máy huấn luyện tại vùng biển ngoài khơi New England, Chub chuẩn bị để được điều động sang khu vực Mặt trận Thái Bình Dương. Nó khởi hành từ Căn cứ Tàu ngầm Hải quân New London tại New London, Connecticut, băng qua kênh đào Panama và đi đến Trân Châu Cảng vào ngày 24 tháng 1, 1945. Nó được sửa chữa sau chuyến đi và tiếp tục huấn luyện tại vùng biển quần đảo Hawaii.

#### Chuyến tuần tra thứ nhất
Khởi hành vào ngày 13 tháng 2 cho chuyến tuần tra đầu tiên tại các vùng biển Java, vịnh Bắc Bộ và biển Đông, vào ngày 3 tháng 3, Chub bị một tàu ngầm đối phương tấn công và suýt trúng ngư lôi của đối thủ. Đến ngày 29 tháng 3, nó bắt đầu theo dõi một đoàn tàu vận tải kéo dài cho đến tận ngày hôm sau, nhưng đã sáu lần phải lặn sâu để né tránh máy bay tuần tra đối phương; nó bị ném bom ở lần sau cùng nên buộc phải từ bỏ việc theo đuổi mục tiêu. Ngoài khơi vịnh Yulikan ở cực Nam đảo Hải Nam vào ngày 31 tháng 3, trong khi máy bay Nhật Bản và Đồng Minh không chiến bên trên, chiếc tàu ngầm đã cứu vớt ba phi công bị bắn rơi dưới hỏa lực bắn phá của máy bay đối phương, rồi sau đó phải rút lui nhanh để né tránh hai tàu tuần tra đối phương. Đến ngày 12 tháng 4, nó tiếp tục bị máy bay đối phương ném bom trong khi lặn, và bị mất điện và mất kiểm soát độ sâu nên phải trồi lên mặt nước; may mắn là đối thủ đã bỏ đi sau khi ném hết bom.

#### Chuyến tuần tra thứ hai và thứ ba
Sau khi quay trở về căn cứ tại Fremantle, Australia để sửa chữa và tái trang bị từ ngày 18 tháng 4 đến ngày 14 tháng 5, Chub lên đường cho chuyến tuần tra thứ hai tại vùng biển Java. Nó đã tấn công hai tàu chở hàng nhỏ, và đánh chìm chiếc tàu quét mìn W-34. Không tìm thấy mục tiêu có giá trị nào khác, nó kết thúc chuyến tuần tra để được tái trang bị tại căn cứ vịnh Subic, Philippines từ ngày 21 tháng 6 đến ngày 15 tháng 7.
Trong chuyến tuần tra thứ ba tại vùng biển Java, Chub chỉ phá hủy được một số thuyền nhỏ, nhưng tiếp tục bị máy bay đối phương tấn công. Sau khi Nhật Bản chấp nhận đầu hàng giúp chấm dứt vĩnh viễn cuộc xung đột, nó quay trở về căn cứ Fremantle, rồi đi đến vịnh Subic để hoạt động huấn luyện cho đến hết năm 1945 trước khi quay trở về vùng bờ Tây Hoa Kỳ.

#### 1946 – 1947
Từ năm 1946, Chub hoạt động từ cảng nhà mới Trân Châu Cảng xen kẻ với những lượt bảo trì tại vùng bờ Tây. Nó có một đợt hoạt động tại Viễn Đông từ ngày 12 tháng 11, 1946 đến ngày 14 tháng 2, 1947, thực hiện những chuyến tuần tra mô phỏng và huấn luyện phối hợp cùng Đệ Thất hạm đội. Vào cuối năm 1947, nó có một chuyến đi huấn luyện tại vùng biển Alaska, và một chuyến đi khác từ Seattle, Washington đến San Francisco, California dành cho nhân sự thuộc Hải quân Dự bị Hoa Kỳ.
Sau khi được đại tu tại San Francisco, Chub lên đường vào ngày 4 tháng 3, 1948, ghé đến Căn cứ Tàu ngầm Hải quân New London trước khi vượt Đại Tây Dương và Địa Trung Hải để đi đến İzmir, Thổ Nhĩ Kỳ, đến nơi vào ngày 11 tháng 5. Nó được cho xuất biên chế đồng thời rút tên khỏi danh sách Đăng bạ Hải quân Hoa Kỳ vào ngày 23 tháng 5, 1948 để được chuyển giao cho Thổ Nhĩ Kỳ.

### TCGGür
Được chuyển giao vào ngày 25 tháng 5, 1948, con tàu phục vụ cùng Hải quân Thổ Nhĩ Kỳ như là chiếc TCG Gür, lần lượt mang các số hiệu lườn D-4 (1948), D-3 (1954), S-20 (1955), và cuối cùng là S 334 (1959). Vào năm 1953, nó được nâng cấp trong khuôn khổ Chương trình Ống hơi Hạm đội tại Xưởng hải quân Gölcük và tại Xưởng hải quân Philadelphia. Nó ngừng hoạt động vào ngày 12 tháng 12, 1975 và được hoàn trả cho Hoa Kỳ, rồi bị bán cho hãng Zidell Explorations tại Portland, Oregon vào ngày 22 tháng 5, 1975 để tháo dỡ.

## Phần thưởng
Chub được tặng thưởng ba Ngôi sao Chiến trận do thành tích phục vụ trong Thế Chiến II. Nó được ghi công đã đánh chìm một tàu tuần tra Nhật Bản tải trọng 492 tấn.
|  |                                         |  |
|  | Bronze star · Bronze star · Bronze star |  |

| Dãi băng Hoạt động Tác chiến  |                                                                         |                                      |
| Huân chương Chiến dịch Hoa Kỳ | Huân chương Chiến dịch Châu Á-Thái Bình Dương với 3 Ngôi sao Chiến trận | Huân chương Chiến thắng Thế Chiến II |